# Maja Kristine Jåma

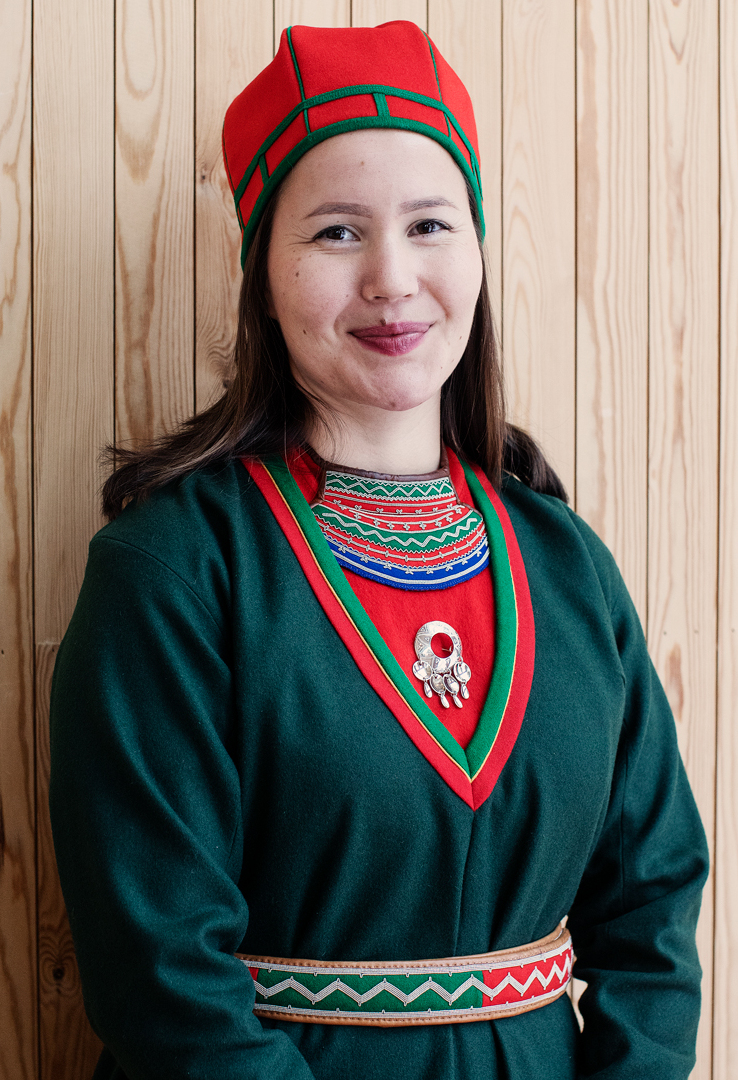
Maja Kristine Jåma, 2021

Maja Kristine Jåma (* 8. Juli 1993) ist eine norwegisch-samische Politikerin des Norske Samers Riksforbund (NSR). Seit 2021 ist sie Abgeordnete im Sameting und gehört dem Sametingsrådet an.

## Leben
Jåma stammt aus der Kommune Snåsa (Snåase) in Trøndelag. Vor ihrer Zeit in der Politik arbeitete sie als Lehrerin und unterrichtete in Samisch und Mathematik. Des Weiteren ist sie als Rentierhalterin tätig und engagierte sich gegen den Ausbau von Windparks in den Weidegebieten in ihrer Heimatregion.
Von August 2020 bis Oktober 2021 fungierte sie als politische Referentin für den Sametingsrådet, dem Regierungsgremium des norwegischen Sametings. Bei der Sametingswahl 2021 zog sie im südsamischen Wahlkreis erstmals in das Sameting ein. Nach der Wahl wurde sie in den Sametingsrådet um Sametingspräsidentin Silje Karine Muotka berufen. Dort erhielt Jåma die Zuständigkeit für Kultur, für Klima, Umwelt und Energie, für Areal und Verkehr sowie für Medien.